# Telephone User Part
Telephone User Part (TUP) je síťový signalizační protokol, který poskytuje v rámci SS7 obdobné signalizační funkce jako starší signalizační systémy CCITT pro tradiční analogový telefonní systém.
TUP je prvním z protokolů vyšších vrstev rodiny SS7 a nemá podporu pro doplňkové služby a ISDN služby, což jeho použití v současných sítích omezuje. Z větší části byl nahrazen protokolem ISDN User Part (ISUP), v některých zemích (Čína) se však stále používá.
TUP je definovaný ITU-T doporučeními Q.721-725, které specifikují signalizační funkce pro řízení mezinárodních telefonních volání v síti SS7.

## National User Part
V zemích, kde standardní TUP nepostačoval před zavedením ISDN User Part, byly vyvinuty národní varianty TUP, z nichž některé obsahují částečnou podporu ISDN, např.
- britský Interconnect User Part (IUP), dříve nazývaný British Telecom National User Part (BTNUP), který standardizoval propojení mezi veřejnými telefonními sítěmi ve Velké Británii; oficiální název dokumentu je PNO-ISC/SPEC/006; měl by být k dispozici na nicc.org.uk
- francouzský SSUTR2
- čínská specifikace GF001-9001PNO-ISC/SPEC/006

Tyto protokoly jsou souhrnně anglicky nazývány National User Part – NUP.